# 양승춘
양승춘(梁承椿, 1940년 12월 25일 ~ 2017년 6월 20일)은 대한민국의 그래픽 디자이너이다. 300여 종, 1,000여 점에 달하는 그래픽 디자인 작품을 제작했다.

## 생애
- 1940년 12월 25일에 서울특별시에서 6남매 가운데 셋째로 태어났다.
- 1959년 대광고등학교를 졸업했고 1965년에는 서울대학교 미술대학 응용미술학과를 졸업하면서 학사 학위를 받았다.[1]
- 1964년 서울대학교 재학 도중 대한상공회의소가 주최한 제1회 상공인의 날 포스터 공모전에서 당선되었다.
- 1965년 청소년 선도의 달 포스터 공모전에서 당선되었고 같은 해에 열린 제1회 전국 쇼윈도 콘테스트에서는 최우수상을 수상했다.
- 1965년부터 1968년까지 동양맥주(현재의 OB 맥주), 합동통신사 광고기획실(현재의 오리콤) 디자이너로 근무했다.
- 1966년 OB맥주 신문광고를 통해 조선일보가 주최한 조선일보광고대상을 수상했다.[2][3]
- 1966년부터 1968년까지 대한민국 정부가 주최한 대한민국 상공미술전람회(상공미전)에서 특선을 3차례 수상했다.[4]
- 1969년 대한민국 정부로부터 국가가 정한 공식 디자이너 자격을 받았고 한국디자인진흥원이 주최한 대한민국 산업디자인전람회에서 초대 작가, 심사위원으로 활동하게 된다.[5]
- 1968년 서울대학교 미술대학 응용미술과 조교 및 시간강사로 임용되었고 1970년에는 전임교수로 임용되었다.
- 1974년 문교부의 지원을 통해 《한글 타입페이스 디자인》 연구 과정에 참여했다.
- 1977년 한국그래픽디자인협회 회원전에서는 미술 작품 《한글 타이포그래픽 문자의 세계》를 출품했다.[6]
- 1978년 서울대학교 미술대학에서 발간한 연구지 《조형》에 〈사진 예술의 사적 흐름과 미학적 고찰〉이라는 논문을 게재했다.
- 1966년부터 1971년까지 서울대학교 출신 디자이너였던 이태영, 정시화, 배천범 등과 함께 디자인 그룹 프리즘에서 활동했다.
- 1972년 한국그래픽디자인협회(現 한국시각디자인협회)를 설립했다.
- 1970년대 자신의 대학교 선배이자 동료 교수였던 조영제, 김교만과 함께 디자인 작업을 했다.
- 1977년부터 1980년까지 한국시각디자인협회 회장을 역임했다.
- 1974년 OB 맥주 CI를 제작한 이래 여러 공공기관, 회사의 디자인 프로젝트에 참여했다.
- 1983년 1988년 서울 하계 올림픽의 공식 엠블럼을 제작했다.[7][8]
- 1998년부터 2010년까지 서울장애인종합복지관 운영위원을 역임했다.
- 2006년 서울대학교 미술대학 교수에서 정년 퇴임하면서[9] 명예교수로 임용되었다.
- 2015년 한국디자인진흥원으로부터 안정언, 정시화와 함께 제4대 디자이너 명예의 전당에 헌액되었다.[10]
- 2017년 6월 20일에 향년 77세를 일기로 사망했다.[11]

## 주요 디자인 프로젝트
- 1974년 OB 맥주 CI
- 1975년 제일제당(현재의 CJ제일제당) CI
- 1976년 제일모직(현재의 삼성물산) CI
- 1976년 제일합섬(현재의 도레이케미칼) CI
- 1977년 신세계백화점 CI
- 1977년 대한주택공사 CI
- 1980년 한일은행 CI
- 1980년 가톨릭중앙의료원 CI
- 1980년 성모병원 CI
- 1982년 동방생명보험(현재의 삼성생명보험) CI
- 1984년 국립현대미술관 CI
- 1984년 한샘 CI
- 1984년 금복주 CI
- 1986년 삼양사 CI
- 1987년 한양투자금융 CI
- 1989년 한국존슨앤드존슨 CI
- 1990년 종가집 CI
- 1991년 SBS 서울방송 CI
- 1993년 대구 백화점 CI
- 1995년 문화체육관광부 CI
- 2000년 서울장애인종합복지관 CI